# Jörg von Liebenfelß

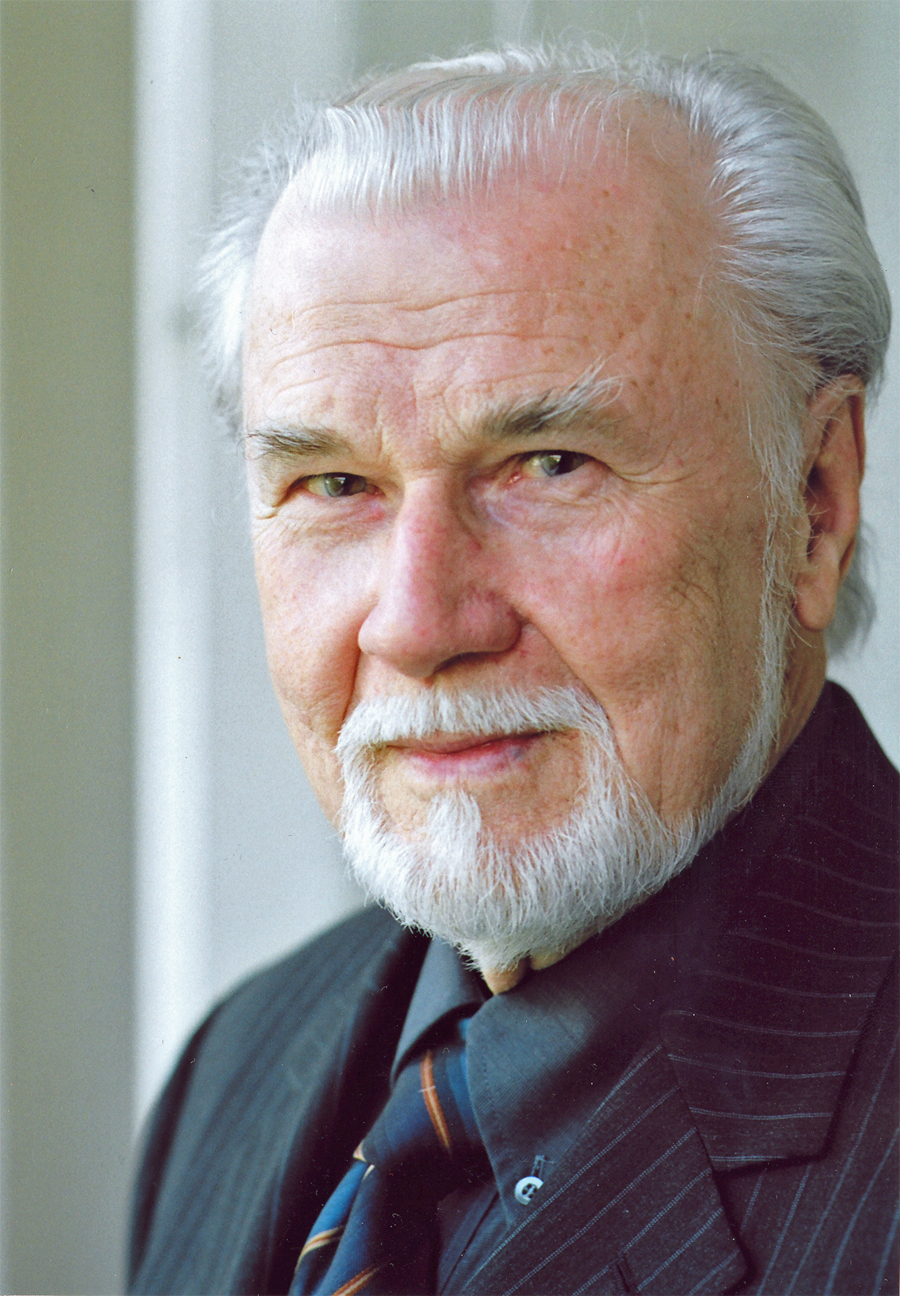
Jörg von Liebenfelß 2009

Jörg von Liebenfelß, eigentlich Georg Felicetti von Liebenfelß, (* 17. Februar 1930 in Graz, Österreich) ist ein österreichischer Schauspieler und Autor. Er schrieb sich später auch Liebenfels und Liebenfelss.

## Leben
Liebenfelß kam als Sohn des Kunsthistorikers Prof. Dr. Walter Felicetti-Liebenfels in Graz zur Welt. Er ist der Urenkel des Historikers Moritz Felicetti von Liebenfelss. Nach der Matura am Humanistischen Gymnasium in Graz folgte eine Bildhauerlehre, die er aber schnell zu Gunsten einer Ausbildung am Max-Reinhardt-Seminar in Wien abbrach.
Sehr früh entwickelte sich bei ihm ein Interesse für Kunst und Literatur. Er bekam Engagements an zahlreichen führenden deutschen Bühnen, darunter in Hamburg, Berlin, Wien, Göttingen, Düsseldorf und Stuttgart. Bis heute ist er als Schauspieler und Autor tätig. In den Jahren 1964 und 1966 unternahm er Ostasien- und Welttourneen mit dem Goetheinstitut. Es folgten zahlreiche TV-Rollen und Filmarbeiten, unter anderem mit Rainer Werner Fassbinder (Wildwechsel) und Maria Schell (Spiel der Verlierer).
Liebenfelß  ist Autor von 20 Hörspielen, Jugendromanen, Science-Fiction-Geschichten, Theaterstücken und Film-Treatments, unter anderem Der Mann, der Adolf Hitler verklagte, Querschläger und Die verschenkte Braut.
Seit 1970 hat er seinen ständigen Wohnsitz in Deutschland. Er ist verheiratet und hat eine Tochter.

## Bibliografie
Romane und Erzählungen
- Die Rätselprinzessin oder Robot und Futurandot. Norderstedt 1975. Auch: W. Fischer, Göttingen 1985.
- Die unheimliche Statue. W. Fischer, Göttingen 1982, ISBN 3-439-82818-2.
- Satelliten-Piraten. W. Fischer, Göttingen 1982, ISBN 3-439-82819-0.
- Das gestohlene Gesicht : ein Filmroman. Goettingerverlag, Göttingen 2009, ISBN 978-3-934103-25-2.

Kurzgeschichten
- Vitriol oder Der Mann im Hundefleisch (1980)
- Das Monument der Harmonie (1981)
- Stempel in meinem Fleisch (1982, mit Rosemarie Liebenfels)
- Der Anti-Orpheus-Effekt (1983)

## Filmografie (Auswahl)
- 1955: Dunja
- 1956: Wenn Poldi ins Manöver zieht (Manöverzwilling)
- 1960: Der letzte Fußgänger
- 1967: Egmont (TV)
- 1968: Komm nur, mein liebstes Vögelein
- 1971: Hamburg Transit: Ein Zahn zuviel (TV-Serie)
- 1972: Der Hutmacher (TV)
- 1973: Wildwechsel
- 1978: Spiel der Verlierer
- 1988: Die Schwarzwaldklinik: Hafturlaub (TV-Serie)
- 2007: Einsam (Kurzfilm)
- 2009: Verbotene Liebe